# هنريكي هيكتور
هنريكي هيكتور (بالبرتغالية: Henrique Casimiro‏) هو دراج برتغالي، ولد في 22 أبريل 1986 في أراو في سويسرا.

## وصلات خارجية
- هنريكي هيكتور على موقع الاتحاد الدولي للدراجات (الإنجليزية)
- هنريكي هيكتور على موقع إحصائيات الدراجات الإحترافية (الإنجليزية)
- هنريكي هيكتور على موقع نسبة الدراجات (الإنجليزية)